# Tell Me What Rockers to Swallow
Tell Me What Rockers to Swallow es un DVD de música lanzado por la banda Yeah Yeah Yeahs el 19 de octubre del 2004, a través de Polydor. El contenido del DVD presenta presentaciones en vivo en The Fillmore en San Francisco. 

## Contenido
La lista de canciones del concierto son las siguientes:
1. "Y-Control"
2. "Black Tongue"
3. "Rockers to Swallow"
4. "Down Boy"
5. "Cold Light"
6. "Machine"
7. "Modern Things"
8. "Cheated Hearts"
9. "Mystery Girl"
10. "Maps"
11. "Date with the Night"
12. "Miles Away"
13. "Poor Song"
14. "Our Time"
15. "Art Star"
16. "Modern Romance"

### Bonus Songs
```
* "10x10"
* "Rich"
* "Black Tongue"
* "Sealings"
* "Miles Away"
* "Tick"
```

### Extra
El DVD también presenta un documental con detrás de escenas de la banda de su tour en Japón, entrevistas con la banda, y todos los videos musicales lanzados hasta el lanzamiento del DVD, junto con su presentación en vivo de "Maps" en los MTV Movie Awards.
- Datos: Q3312497